# Panchpara
Panchpara é uma vila no distrito de Haora, no estado indiano de Bengala Ocidental.

## Demografia
Segundo o censo de 2001, Panchpara tinha uma população de 15 078 habitantes. Os indivíduos do sexo masculino constituem 52% da população e os do sexo feminino 48%. Panchpara tem uma taxa de literacia de 71%, superior à média nacional de 59,5%: a literacia no sexo masculino é de 74% e no sexo feminino é de 67%. Em Panchpara, 14% da população está abaixo dos 6 anos de idade.